# Rynartice
Rynartice (in tedesco Rennersdorf) è una frazione di Jetřichovice, comune ceco del distretto di Děčín, nella regione di Ústí nad Labem.

## Geografia fisica
Il villaggio si estende su una superficie di 773,16 ha (equivalenti a circa 7,73 km²). Si trova 3 km a sud-est da Jetřichovice. Nel villaggio sono state registrate 100 abitazioni, nelle quali vivono 33 persone.
Altri comuni limitrofi sono Všemily ad ovest, Dolní Chřibská, Staré Doubice e Nové Doubice a nord, Chřibská, Krásné Pole, Horní Chřibská, Rybniště e Nová Chřibská ad est e Lipnice, Kunratice, Líska, Filipov, Česká Kamenice, Vesnička, Dolní Prysk ed Huníkov a sud.